# Operation Match

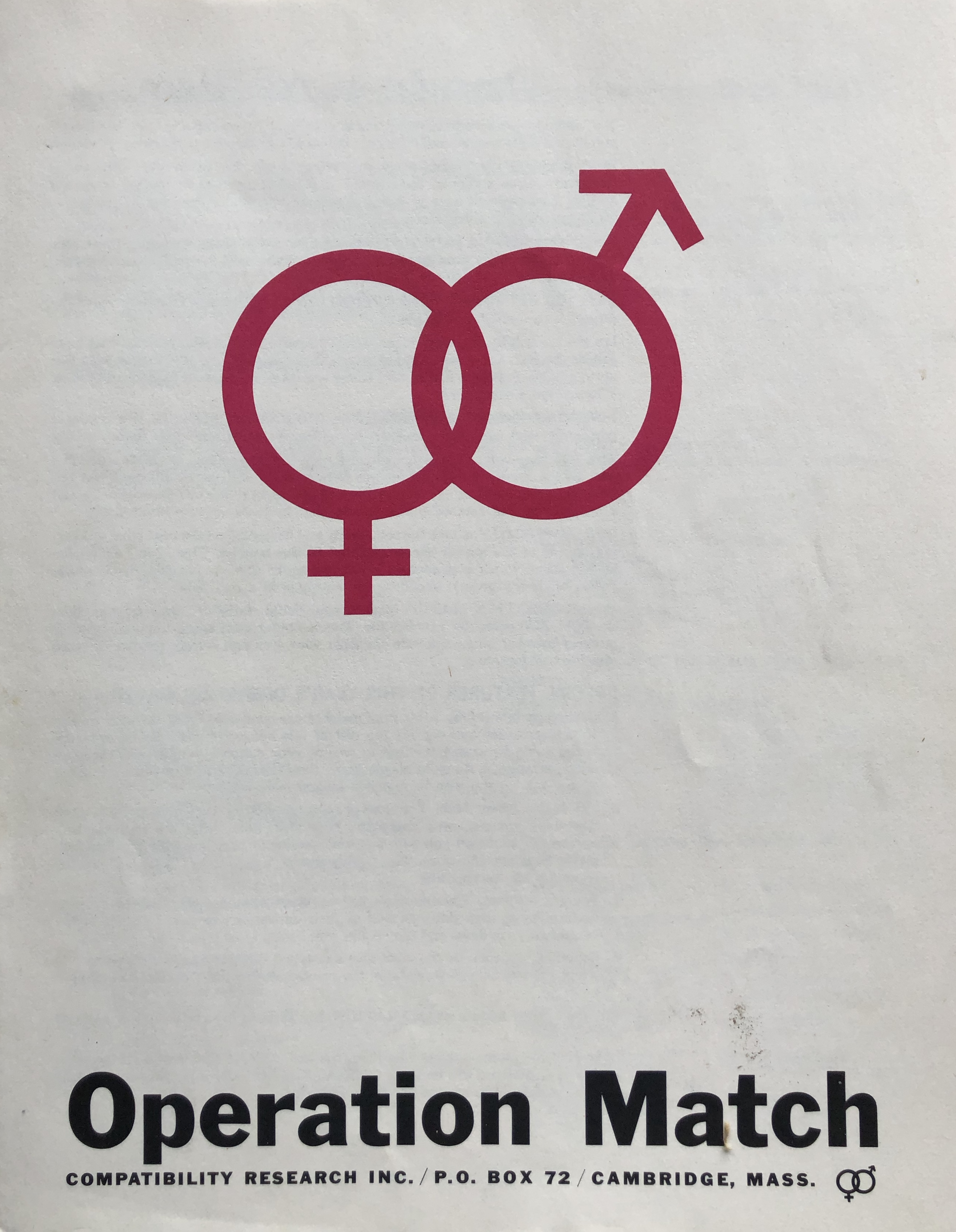
Bảng câu hỏi Operation Match

Operation Match là dịch vụ hẹn hò trên máy tính đầu tiên ở Mỹ được khởi động vào năm 1965. Tiền thân của dịch vụ này được tạo ra ở Luân Đôn và mang cái tên St. James Computer Dating Service (sau đổi thành Com-Pat) do Joan Ball khởi tạo vào năm 1964. Người dùng chỉ việc điền vào một bảng câu hỏi bằng giấy rồi gửi qua đường bưu điện với khoản phí 3 đô la Mỹ. Bảng câu hỏi hướng đến những sinh viên trẻ đang tìm kiếm buổi hẹn hò thay vì một người bạn đời để kết hôn. Các câu hỏi này bao gồm "Bạn có tin vào việc Chúa sẽ đáp lời cầu nguyện không?" và "Hoạt động tình dục phóng túng chuẩn bị cho hôn nhân có phải là một phần của sự 'trưởng thành?'" Bảng câu hỏi này được tác giả chuyển sang những tấm thẻ đục lỗ và vận hành trên máy tính IBM 7090 tại văn phòng dịch vụ của hãng Avco ở Wilmington, Massachusetts. Một hay hai tuần sau, người dùng nhận được bản in IBM 1401 trong thư liệt kê tên tuổi và số điện thoại của những đối tượng phù hợp với họ.
Operation Match do nhóm sinh viên của Đại học Harvard là Jeffrey C. Tarr, David L. Crump và Vaughan Morrill khởi động với sự giúp đỡ của Douglas H. Ginsburg, lúc đó đang là sinh viên theo học Đại học Cornell. Tarr, Crump và Ginsburg bèn thành lập một công ty có tên là Compatibility Research, Inc. và triển khai dịch vụ này tại một số thành phố ở nước Mỹ.